# Farkas János (labdarúgó)
Farkas János (Budapest, 1942. március 27. – Budapest, 1989. szeptember 29.) olimpiai bajnok magyar labdarúgó.

## Pályafutása
Pályafutását a László Kórház labdarúgócsapatában kezdte, majd 1959-ben leigazolta a fiatal csatárt a Budapesti Vasas. Gyorsan bekerült a kezdőcsapatba. Tagja volt az 1960-ban az UEFA-ifjúsági tornán győztes csapatnak. 1961-ben nyerte első bajnokságát a Vasassal, majd 1962-ben a csapattal megvédte azt. Bár tagja volt az 1962-es labdarúgó-világbajnokság magyar keretének, pályára nem lépett.
Az 1964-es labdarúgó-Európa-bajnokságon a magyar válogatottal bronzérmet szerzett. Az 1964-es tokiói olimpián a győztes magyar válogatott tagja volt, majd 1965-ben és 1966-ban újra magyar bajnok lett. Az angliai 1966-os labdarúgó-világbajnokságon a magyar válogatott tagja volt. A Brazília ellen megnyert mérkőzésen (3-1) szerzett szenzációs gólja, "kapásgól az örökkévalóságnak". 1966 őszén, a Franciaország ellen megnyert mérkőzésen (4-2), és az Ausztria ellen megnyert mérkőzésen (3-1), a magyar válogatottnak mindegyik gólját ő szerezte. A franciák elleni mérkőzés utáni héten, a "France Football" címoldalát, teljes egészében, Farkas János fényképe foglalta el, ő lett "Monsieur But", a "Gól Úr". 1967-ben (február), a Vasas SC veretlenül megnyerte Chilében a nagyhírű Hexagonal Tornát, a Pelével játszó Santos FC és a Libertadores Kupát, valamint a Világkupát védő CA Peñarol előtt; Farkas János lett a torna gólkirálya (öt mérkőzésen hét gólt szerzett). 1968-ban a világválogatott tagjaként játszott Brazília ellen is.
Az 1966-os magyar labdarúgó-bajnokság gólkirálya volt. 1974-ben vonult vissza az aktív játéktól a Vasas két másik legendás játékosával, Mészöly Kálmánnal és Ihász Kálmánnal együtt. Pályafutása során 290 élvonalbeli mérkőzésen 169 gólt szerzett, valamint 33 válogatott mérkőzésen szerepelt, ahol 19 találata volt.

## Visszavonulása után
Aktív pályafutásának befejezése után a vendéglátóiparban helyezkedett el, ahol gebinesként több üzlet vezetője volt. Negyvenhét éves korában hunyt el szívroham következtében. Halála után a Vasas utánpótlás emléktornát szervezett tiszteletére.

## Sikerei, díjai
- Világbajnokság[6]
  - 6.: 1966, Anglia
- Európa-bajnokság
  - 3.: 1964, Spanyolország
- Olimpia
  - aranyérmes: 1964, Tokió
- Magyar bajnokság
  - bajnok: 1960-61, 1961-62, 1965, 1966
  - 3.: 1959-60, 1968, 1970-71
  - gólkirály: 1966
- Bajnokcsapatok Európa Kupája
  - negyeddöntős: 1967-68
- Vásárvárosok kupája (Ferencvárosi TC)
  - elődöntős: 1962–63
- Közép-európai Kupa
  - győztes:[7] 1962, 1965, 1970
- Világválogatott: 1968

## Statisztika

### Mérkőzései a válogatottban
| Magyarország | Magyarország         | Magyarország                         | Magyarország  | Magyarország | Magyarország  | Magyarország         | Magyarország | Magyarország    |
| #            | Dátum                | Helyszín                             | Hazai         | Eredmény     | Vendég        | Kiírás               | Gólok        | Esemény         |
| ------------ | -------------------- | ------------------------------------ | ------------- | ------------ | ------------- | -------------------- | ------------ | --------------- |
| 1.           | 1961. december 13.   | Santiago, Estadio Nacional           | Chile         | 0 – 0        | Magyarország  | barátságos           | -            | 75'             |
| 2.           | 1961. december 23.   | Montevideo, Estadio Centenario       | Uruguay       | 1 – 1        | Magyarország  | barátságos           | -            |                 |
| 3.           | 1962. április 18.    | Budapest, Népstadion                 | Magyarország  | 1 – 1        | Uruguay       | barátságos           | -            |                 |
| 4.           | 1962. április 29.    | Budapest, Népstadion                 | Magyarország  | 2 – 1        | Törökország   | barátságos           | -            | 62'             |
| 5.           | 1962. október 14.    | Budapest, Népstadion                 | Magyarország  | 0 – 1        | Jugoszlávia   | barátságos           | -            | 80'             |
| 6.           | 1964. június 20.     | Barcelona, Camp Nou (ESP)            | Magyarország  | 3 – 1        | Dánia         | NEK 3. helyért       | -            |                 |
|              | 1964. október 11.    | Tokió, Olimpiai stadion (JPN)        | Magyarország  | 6 – 0        | Marokkó       | olimpiai B csoport   | -            |                 |
|              | 1964. október 15.    | Tokió, Komazawa stadion (JPN)        | Magyarország  | 6 – 5        | Jugoszlávia   | olimpiai B csoport   | -            | 18'             |
|              | 1964. október 18.    | Jokohama, Mitsuzawa stadion (JPN)    | Magyarország  | 2 – 0        | Románia       | olimpiai negyeddöntő | -            |                 |
|              | 1964. október 20.    | Tokió, Csicsibu Herceg Stadion (JPN) | Magyarország  | 6 – 0        | Egyiptom      | olimpiai elődöntő    | -            |                 |
|              | 1964. október 23.    | Tokió, Olimpiai stadion (JPN)        | Csehszlovákia | 1 – 2        | Magyarország  | olimpiai döntő       | -            |                 |
| 7.           | 1965. május 23.      | Lipcse, Zentralstadion               | NDK           | 1 – 1        | Magyarország  | vb-selejtező         | -            |                 |
| 8.           | 1965. június 13.     | Bécs, Práter-stadion                 | Ausztria      | 0 – 1        | Magyarország  | vb-selejtező         | -            |                 |
| 9.           | 1965. szeptember 5.  | Budapest, Népstadion                 | Magyarország  | 3 – 0        | Ausztria      | vb-selejtező         | 1            | 4'              |
| 10.          | 1965. október 9.     | Budapest, Népstadion                 | Magyarország  | 3 – 2        | NDK           | vb-selejtező         | 1            | 80'             |
| 11.          | 1966. május 3.       | Chorzów, Stadion Śląski              | Lengyelország | 1 – 1        | Magyarország  | barátságos           | -            |                 |
| 12.          | 1966. május 8.       | Zágráb, Maksimir Stadion             | Jugoszlávia   | 2 – 0        | Magyarország  | barátságos           | -            |                 |
| 13.          | 1966. június 5.      | Budapest, Népstadion                 | Magyarország  | 3 – 1        | Svájc         | barátságos           | 1            | 44'             |
| 14.          | 1966. július 13.     | Manchester, Old Trafford (ENG)       | Portugália    | 3 – 1        | Magyarország  | vb-csoportkör        | -            |                 |
| 15.          | 1966. július 15.     | Liverpool, Goodison Park (ENG)       | Magyarország  | 3 – 1        | Brazília      | vb-csoportkör        | 1            | 65'             |
| 16.          | 1966. július 20.     | Manchester, Old Trafford (ENG)       | Magyarország  | 3 – 1        | Bulgária      | vb-csoportkör        | -            |                 |
| 17.          | 1966. július 23.     | Sunderland, Roker Park (ENG)         | Szovjetunió   | 2 – 1        | Magyarország  | vb-negyeddöntő       | -            |                 |
| 18.          | 1966. szeptember 7.  | Rotterdam, Feijenoord Stadion        | Hollandia     | 2 – 2        | Magyarország  | Eb-selejtező         | -            |                 |
| 19.          | 1966. szeptember 21. | Budapest, Népstadion                 | Magyarország  | 6 – 0        | Dánia         | barátságos           | 1            | 35'             |
| 20.          | 1966. szeptember 28. | Budapest, Népstadion                 | Magyarország  | 4 – 2        | Franciaország | barátságos           | 4            | 12' 56' 81' 87' |
| 21.          | 1966. október 30.    | Budapest, Népstadion                 | Magyarország  | 3 – 1        | Ausztria      | barátságos           | 3            | 7' 74' 85'      |
| 22.          | 1967. április 23.    | Budapest, Népstadion                 | Magyarország  | 1 – 0        | Jugoszlávia   | barátságos           | -            |                 |
| 23.          | 1967. május 10.      | Budapest, Népstadion                 | Magyarország  | 2 – 1        | Hollandia     | Eb-selejtező         | 1            | 38'             |
| 24.          | 1967. május 24.      | Koppenhága, Idrætspark               | Dánia         | 0 – 2        | Magyarország  | Eb-selejtező         | -            |                 |
| 25.          | 1967. szeptember 6.  | Bécs, Práter-stadion                 | Ausztria      | 1 – 3        | Magyarország  | barátságos           | 1            | 48'             |
| 26.          | 1967. szeptember 27. | Budapest, Népstadion                 | Magyarország  | 3 – 1        | NDK           | Eb-selejtező         | 3            | 9' 47' 48'      |
| 27.          | 1967. október 29.    | Lipcse, Zentralstadion               | NDK           | 1 – 0        | Magyarország  | Eb-selejtező         | -            |                 |
| 28.          | 1968. május 4.       | Budapest, Népstadion                 | Magyarország  | 2 – 0        | Szovjetunió   | Eb-selejtező         | 1            | 23'             |
| 29.          | 1968. május 11.      | Moszkva, Lenin-stadion               | Szovjetunió   | 3 – 0        | Magyarország  | Eb-selejtező         | -            |                 |
| 30.          | 1969. május 25.      | Budapest, Népstadion                 | Magyarország  | 2 – 0        | Csehszlovákia | vb-selejtező         | -            | 19'             |
| 31.          | 1969. június 8.      | Dublin, Lansdowne Road               | Írország      | 1 – 2        | Magyarország  | vb-selejtező         | -            | 70'             |
| 32.          | 1969. június 15.     | Koppenhága, Idrætspark               | Dánia         | 3 – 2        | Magyarország  | vb-selejtező         | 1            | 39'             |
| 33.          | 1969. december 3.    | Marseille, Stade Vélodrome (FRA)     | Csehszlovákia | 4 – 1        | Magyarország  | vb-selejtező         | -            | 61'             |
|              | Összesen             |                                      |               | 33           | mérkőzés      |                      | 19           | gól             |